# Werner Heinze
Werner Heinze (* 1955 in Bad Rothenfelde) ist ein deutscher Maler. Er lebt und arbeitet in Bad Zwischenahn.

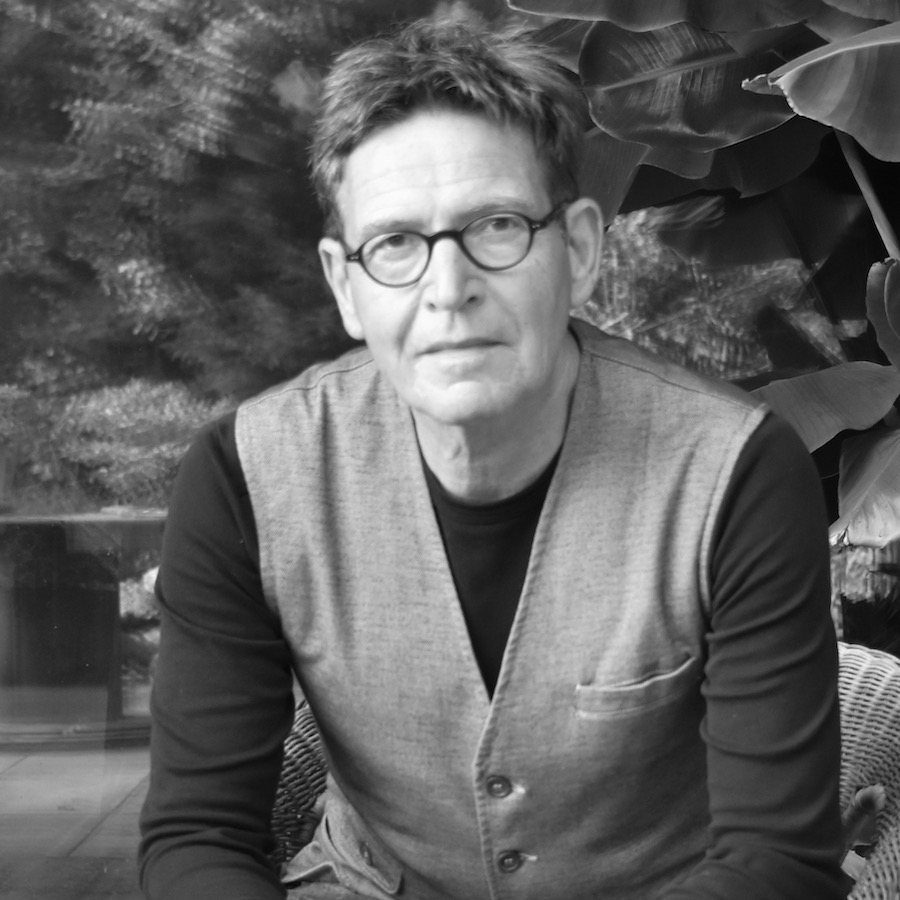
Werner Heinze (2020)

## Leben
Werner Heinze, der in Georgsmarienhütte aufwuchs, absolvierte eine Dekorationslehre in Osnabrück und legte in Bad Iburg das Abitur ab, darauf folgte 1978 ein Soziologiestudium an der Universität Bielefeld. Während des Studiums beschäftigte er sich intensiv mit Malerei. 1983 brach er das Studium ab, um sich ganz der Malerei zu widmen, und zog in die Künstlerkolonie Cadaqués in Nordspanien, wo 1984 seine erste Einzelausstellung folgte. 1988 kehrte er nach Deutschland zurück.

## Werk
Heinzes Werk ist wesentlich geprägt durch eine insgesamt realistische Landschaftsmalerei. Sein Hauptaugenmerk richtet sich auf das Atmosphärische und die unterschiedlichen, sich wandelnden Lichtverhältnisse in der Landschaft. In der Motivauswahl spiegelt sich das Lebensumfeld des Malers wider – Mittelmeer-Landschaften der frühen Jahre, norddeutsche und städtische Landschaften nach der Rückkehr nach Deutschland. Aber auch das Stillleben ist Teil des Werks.

## Arbeiten in Sammlungen
- Emslandmuseum Schloss Clemenswerth, Sögel
- Pinacoteca de L'Amistad, Cadaqués
- Oldenburgische Landesbank
- Kreishaus Wildeshausen, Landkreis Oldenburg
- Artothek, Stadt Oldenburg
- EWE AG, Oldenburg
- Öffentliche Versicherungen Oldenburg
- Stadtmuseum Oldenburg

## Ausstellungen
- 1983 Galeria Es Portal, Cadaqués
- 1984, 1985 Galeria Sa Llumenera, Cadaqués
- 1986 Galeria Canaleta, Figueres, Galeria Carlos Lozano, Cadaqués
- 1988 Galerie d‘Art  l‘Amistad, Cadaqués, Galerie Klostermühle Hude, Palais Rastede
- 1991 Galerie Moderne, Bad Zwischenahn, Galeria d'Art L'Amistat, Cadaqués
- 1992 Galeria Ateneu de Cadaqués
- 1993 Galeria d'Art L'Amistat, Cadaqués, 11 Art d‘Oldenburg, Cholet
- 1994 Oldenburgischen Landschaft, „Gemalt und gedruckt zwischen Weser und Ems“
- 1995 Galerie Leutloff, Berlin
- 1996 Burg Galerie, Burg/Fehmarn
- 1997 Galerie Albion Putti, Groningen, Emslandmuseum Schloss Clemenswerth, Sögel
- 1998 Galerie No. Tre, Berlin
- 2000 Galerie Moderne, Bad Zwischenahn
- 2001 Emslandmuseum Schloss Clemenswerth, Sögel
- 2003 Kunstverein Nordenham
- 2004 Galerie Kocken, Kevelaer, Galerie Wehr, Pulheim
- 2005 Galerie Moderne, Bad Zwischenahn
- 2006 Villa Stahmer, Georgsmarienhütte, Galerie Kersten, Brunnthal, Kunstverein Meppen
- 2007 Zentrale der Oldenburgischen Landesbank, Oldenburg, Burg Galerie, Burg auf Fehmarn
- 2008 Galerie Wroblowski, Remscheid
- 2009 Galerie Moderne, Bad Zwischenahn
- 2010 Galerie Schemm, Münster,  Schloss Dornum, Kunsttage
- 2012 Stiftung Burg Kniphausen, Wilhelmshaven
- 2013 Landesmuseum für Kunst und Kulturgeschichte, Oldenburg
- 2014 Galerie Schemm, Münster, Galerie Elzenheimer, Schwalbach/Ts.
- 2015 Galerie Kersten, Brunnthal
- 2017 Galerie Moderne, Bad Zwischenahn
- 2018 Galerie Schemm, Münster
- 2019 Stadtmuseum Oldenburg, Emslandmuseum Schloss Clemenswerth, Sögel
- 2022 Galerie Moderne, Bad Zwischenahn
- 2024 Galerie Kersten, Brunnthal und München